# Erfahrungssatz
Erfahrungssätze sind in Gerichts- und Verwaltungsverfahren eine Grundlage des mittelbaren Beweises. Sie erlauben den Schluss von einer(m) oder mehreren bewiesenen Tatsachen (Indizien) auf einen noch zu beweisenden Sachverhalt. Erfahrungssätze können der allgemeinen Lebenserfahrung entstammen, aber auch dem Erfahrungsschatz von Experten.

## Allgemeines
„Erfahrungssätze sind die aufgrund allgemeiner Lebenserfahrung oder wissenschaftlicher Erkenntnisse gewonnenen Regeln, die keine Ausnahme zulassen und eine an Sicherheit grenzende Wahrscheinlichkeit zum Inhalt haben“. Die Anwendung der Lebenserfahrung ist eine Aufgabe tatrichterlicher Würdigung, die keiner Rechtskontrolle des Revisionsgerichts unterliegt. Allerdings bedürfen offenkundig erfahrungswidrige Tatsachenfeststellungen kraft Lebenserfahrung der Überprüfung im Revisionsverfahren.

## Deterministische und statistische Erfahrungssätze
Erfahrungssätze können deterministischer oder statistischer Natur sein.
Von einem deterministischen Erfahrungssatz spricht man, wenn dieser für alle zu erwartenden Fälle Geltung hat und damit eine eindeutige Stellungnahme erlaubt, wie etwa die Erfahrung, dass Wasser bei null Grad Celsius auf Normalhöhennull gefriert (Naturgesetz). Aber auch ein deterministischer Erfahrungssatz kann fehlerhaft sein; er wird dann durch den Nachweis eines einzigen ihm zuwiderlaufenden Geschehens widerlegt. Über lange Zeit unwiderlegt, können deterministische Erfahrungssätze aber zu ausgesprochen sicheren Schlüssen verhelfen.
Statistische Erfahrungssätze hingegen machen nicht eine eindeutige Aussage über alle zu erwartenden Fälle, sondern nur über die statistische Verteilung von in der Vergangenheit beobachteten Geschehensabläufen. So besteht etwa ein der allgemeinen Lebenserfahrung entstammender statistischer Erfahrungssatz dafür, dass ein Autofahrer, der mit seinem Wagen auf den Gehsteig gerät, in den meisten Fällen ein Verschulden trägt. Zweifellos gibt es aber auch Fälle, in denen kein Verschulden vorliegt, etwa im Falle einer plötzlichen Bewusstlosigkeit. Auf statistischen Erfahrungssätzen beruhende Schlüsse sind daher mit einer ebenfalls im Erfahrungssatz ausgedrückten Unsicherheit behaftet.

## Das Induktionsproblem
Erfahrungssätze machen genau betrachtet ausschließlich Aussagen über bekannte Tatsachen. Auf Erfahrungssätze gestützte Schlüsse auf unbekannte Tatsachen (Induktionsschlüsse) sind eigentlich nicht zulässig, denn ein unbekanntes Einzelereignis kann früher gemachten Erfahrungen immer zuwiderlaufen (mehr zum Induktionsproblem). 
Dass bei der Beweisführung Induktionsschlüsse aber dennoch zur Anwendung gelangen, liegt daran, dass ein unmittelbarer Beweis für Geschehensabläufe vielfach nicht zu führen ist und ein Beharren darauf oft zu Beweislosigkeit führte. 
Das Induktionsproblem führt indessen dazu, dass ein Induktionsschluss immer nur zu einer Hypothese über einen Geschehensablauf führen kann und niemals zu einem sicheren Beweis. Gerade ein auf statistischen Erfahrungssätzen basierender Beweis muss daher bereits durch relativ schwache Indizien, welche die Hypothese als unwahrscheinlich erscheinen lassen, zu widerlegen sein. Mehr kann vom Beweisgegner nicht verlangt werden.